# Morrison (Colorado)

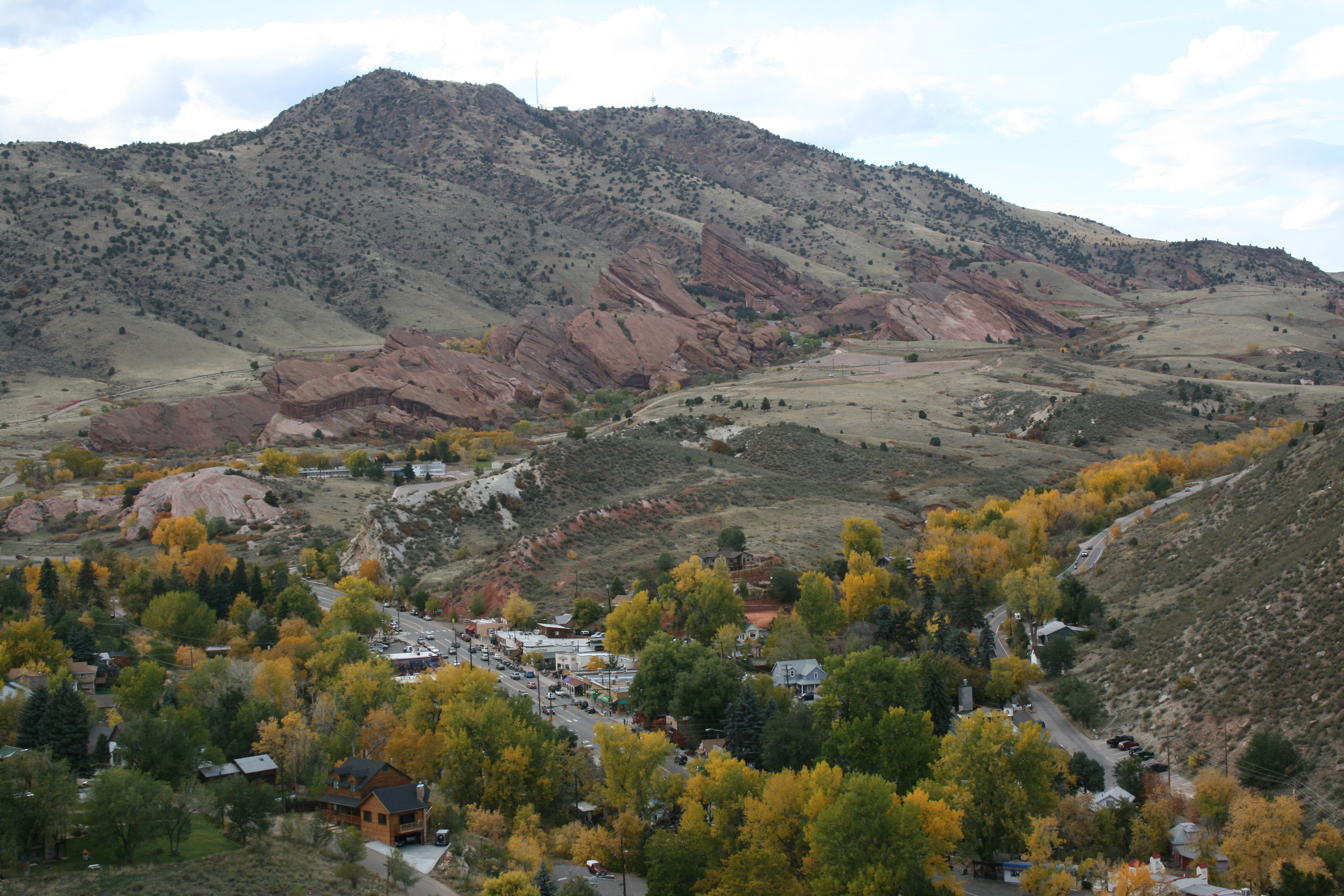
Morrison

Morrison is een plaats (town) in de Amerikaanse staat Colorado, en valt bestuurlijk gezien onder Jefferson County.

## Bezienswaardigheden
- Dinosaur Ridge: een richel met sporen van dinosauriërs
- Red Rocks Amphitheatre: een rotsformatie waar concerten worden gegeven

## Demografie
Bij de volkstelling in 2000 werd het aantal inwoners vastgesteld op 430.
In 2006 is het aantal inwoners door het United States Census Bureau geschat op 407, een daling van 23 (-5,3%).

## Geografie
Volgens het United States Census Bureau beslaat de plaats een oppervlakte van
5,7 km², geheel bestaande uit land. Morrison ligt op ongeveer 1759 m boven zeeniveau.

## Plaatsen in de nabije omgeving
De onderstaande figuur toont nabijgelegen plaatsen in een straal van 16 km rond Morrison.